# Glossolepis leggetti
Glossolepis leggetti är en fiskart som beskrevs av Allen och Renyaan, 1998. Glossolepis leggetti ingår i släktet Glossolepis och familjen Melanotaeniidae. Inga underarter finns listade i Catalogue of Life.